# Ronald Bockius
Ronald Bockius (* 1959) ist ein deutscher Prähistoriker.

## Leben
Ronald Bockius studierte ab 1980 Vor- und Frühgeschichte, Klassische Archäologie, Ethnologie und Alte Geschichte an der Universität Mainz, wo er 1987 bei Niels Bantelmann promoviert wurde.
Er wurde für das Römisch-Germanische Zentralmuseum tätig und wurde dort Leiter des Forschungsbereichs Antike Schifffahrt und des damit verbundenen Museums für Antike Schifffahrt. Seit 2020 ist er Leiter des Kompetenzbereichs Vorgeschichte des Römisch-Germanischen Zentralmuseums.

## Veröffentlichungen (Auswahl)
- Untersuchungen zur jüngeren Latène- und älteren römischen Kaiserzeit im Mittelrheingebiet. Dissertation Mainz 1987.
- mit Dietwulf Baatz: Vegetius und die römische Flotte (= Monographien des Römisch-Germanischen Zentralmuseums Bd. 39). Habelt, Bonn 1997, ISBN 3-88467-038-7.
- Die römerzeitlichen Schiffsfunde von Oberstimm in Bayern (= Monographien des Römisch-Germanischen Zentralmuseums Bd. 50). Habelt, Bonn 2002, ISBN 3-88467-068-9.
- mit Piotr Łuczkiewicz: Kelten und Germanen im 2.–1. Jahrhundert vor Christus. Archäologische Bausteine zu einer historischen Frage. Habelt, Bonn 2004.
- Die spätrömischen Schiffswracks aus Mainz. Schiffsarchäologisch-technikgeschichtliche Untersuchung spätantiker Schiffsfunde vom nördlichen Oberrhein (= Monographien des Römisch-Germanischen Zentralmuseums Bd. 67). Römisch-Germanisches Zentralmuseum, Mainz 2006, ISBN 978-3-88467-102-3, DOI:10.11588/propylaeum.1454.
- Schifffahrt und Schiffbau in der Antike. Theiss, Stuttgart 2007, ISBN 978-3-8062-1971-5.
- mit Sandra Altmann: Die Schiffsfunde in Oberstimm. In: Rudolf Aßkamp, Christoff Schäfer (Hrsg.): Projekt Römerschiff. Nachbau und Erprobung für die Ausstellung „Imperium Konflikt Mythos. 2000 Jahre Varusschlacht“. Köhler Verlagsgesellschaft, Hamburg 2008, ISBN 978-3-7822-0977-9, S. 20–37.
- Ruder-»Sport« im Altertum. Facetten von Wettkampf, Spiel und Spektakel. Römisch-Germanisches Zentralmuseum, Mainz 2013, ISBN 978-3-7954-2764-1.